# Lorenz Leopold Haschka
Lorenz Leopold Haschka (1 de septiembre de 1749-3 de agosto de 1827) fue un poeta austríaco, autor de la letra de Gott erhalte Franz den Kaiser (Dios salve a Francisco el Emperador), el himno nacional del Imperio austríaco y el Imperio austrohúngaro, hasta 1918.
Haschka era nacido en Viena, y allí también falleció.  En su juventud, fue miembro de la católica Compañía de Jesús. Al suprimirse la Compañía, en 1773, se dedicó, en la vida secular, a la poesía, así se convirtió en su vocación y su medio de vida. Su alumno, el rico Johann Baptist von Alxinger, un imitador de Christoph Martin Wieland, acudió en su ayuda. Haschka también encontró ayuda en la casa de la poetisa Karoline Pichler. Habiendo dejado a los jesuitas, bajo la influencia del Josefinismo, se hizo masón y escribió odas contra el papado, durante el pasaje de Pío VI por Viena, así como contra las órdenes religiosas. Regresó al catolicismo después de la muerte de José II, emperador del Sacro Imperio Romano,  y fue seleccionado para componer el himno nacional, que fue cantado por primera vez el 12 de febrero de 1797 (228 años), en la celebración del natalicio de Francisco I, emperador del Sacro Imperio Romano.  Haschka logró un puesto como asistente en la biblioteca de la Universidad de Viena, y fue nombrado instructor de estética en la recién fundada Theresianum. Se retiró en 1824. 

## Algunas obras
- Unsere Sprache (Nuestro idioma). 1784
- Die Könige (Los reyes). 1787
- Verwünschungen, den Franzosen ... gesungen im Februar, 1793 (Maldiciones, a los franceses ... cantado en febrero de 1793). Viena: Mit v. Kurtzbekischen Schriften, 1793
- Blutrache über die Franzosengerufen (Venganza de sangre de los Franceses) ... im November 1793. Viena, 1793
- Das gerettete Teutschland gesungen zu Wien (El rescatado País Teutón cantado en Viena) im November 1795. Oda. Viena, 1796
- Gott, erhalte den Kaiser! Verfasset von Lorenz Leopold Haschka, In Musik gesetzet von Joseph Haydn, Zum ersten Mahle abgesungen den 12. Februar, 1797 (Dios salve al emperador! Versión de Lorenz Leopold Haschka, con la música de Joseph Haydn, cantado por la primera vez el 12 de febrero de 1797). Viena
- Auf Denis Tod (En la muerte de Denis). 1800
- Auf die Vermählung Ihrer Kaiserlichen Hoheit Maria Ludovica, Erzherzogin von Österreich, mit Seiner Majestät Napoleon dem Ersten, Kaiser der Franzosen, ... am 11-ten März 1810 (En la boda de Su Alteza Imperial María Ludovica, arquiduquesa de Austria, con Su Majestad Napoleón I, emperador de los franceses, ... el 11 de marzo de 1810). Oda. Viena: Strauß, 1810